# Keizer Wilhelmsland

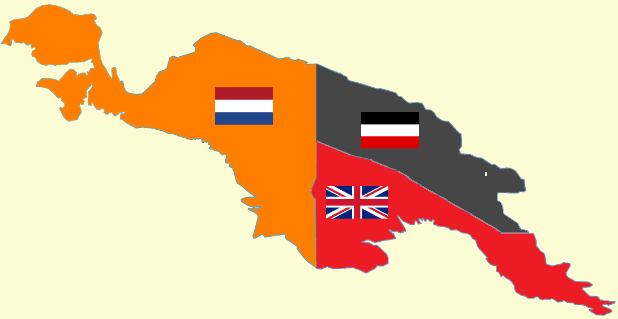
Opdeling Nieuw-Guinea tijdens koloniale periode

Het eiland Nieuw-Guinea

Keizer Wilhelmsland (Duits: Kaiser-Wilhelms-Land) was dat deel van het eiland Nieuw-Guinea dat bij de verdeling onder de koloniale machten in 1884 toekwam aan Duitsland en onderdeel vormde van Duits Nieuw-Guinea. In 1902 had het 181.650 km² grote gebied ongeveer 110.000 inwoners met als belangrijkste steden: Friedrich-Wilhelm-Hafen (thans Madang), Herbertshöhe (thans Kokopo) en Finschhafen.
In het westen grensde Keizer Wilhelmsland aan het toenmalige Nederlands-Nieuw-Guinea (141° OL) en in het zuiden (8° ZB) aan Brits Nieuw-Guinea, dat in 1906 werd overgedragen aan Australië onder de naam Territorium Papoea.
In 1914 werd Keizer Wilhelmsland door Australië bezet en na de Eerste Wereldoorlog kreeg Australië van de Volkenbond het mandaat over Keizer Wilhelmsland en de bijbehorende eilanden op het zuidelijk halfrond.
Vanaf 1945 werd het, samen met het Australische Papoea, aangeduid met territorium Papoea en Nieuw-Guinea wat in 1975 de onafhankelijke staat Papoea-Nieuw-Guinea werd.
1885-1919: Bismarckarchipel · Keizer Wilhelmsland · Marshalleilanden · 
1885-1899: Bougainville · Buka · 
1899-1919: Carolinen · Marianen · Nauru · Palau